# George Pelawa
George Pelawa, né le 22 février 1968 à Bemidji dans le Minnesota aux États-Unis et mort le 30 août 1986, est un joueur américain de hockey sur glace.

## Carrière
Ailier droit, il est choisi par les Flames de Calgary lors du repêchage d'entrée dans la Ligue nationale de hockey de 1986 en tant que premier choix et 16e au total.
Étudiant au Bemidji High School, il pratiquait le baseball, le basket-ball et le hockey sur glace. Il remporte le trophée « Mr Hockey » du Minnesota comme le meilleur joueur universitaire de l'état en 1986.
À l'automne 1986, il refuse de se présenter au camp d'entraînement des Flames de Calgary, voulant se concentrer sur ces études. Quelques semaines plus tard, il subit un accident de voiture en compagnie de son frère et de son amie auquel seul survit son frère.
Une bourse d'études portant son nom est remise chaque année par les Flames de Calgary a un étudiant du Bemidji High School.